# Leon Chrzanowski
Leon Chrzanowski (1828 – 17. března 1899 Kongresové Polsko) byl rakouský politik polské národnosti z Haliče, v 2. polovině 19. století poslanec Říšské rady.

## Biografie
Narodil se roku 1828. Nekrolog v Národních listech ovšem uvádí, že oficiálně udával rok narození 1829, ale ve skutečnosti byl mnohem starší, měl zemřít minimálně ve věku 83 let. Prý z marnivosti se snažil vypadat mladší, barvil si vlasy i vousy.
Podílel se na krakovském povstání roku 1846, po jehož potlačení byl vězněn v pruské pevnosti Kozlí, pak utekl do Francie a tam sloužil v armádě. Působil jako spisovatel. Od roku 1853 byl členem redakce krakovského listu Czas. V Czasu působil jako vídeňský dopisovatel. Podílel se i na polském lednovém povstání roku 1863. Byl členem Výboru západní Haliče a podporoval instalaci Mariana Langiewicze coby diktátora povstání. Pak měl být delší dobu vězněn.
Byl aktivní i politicky. 6. února 1867 byl zvolen na Haličský zemský sněm za kurii velkostatkářskou v obvodu Krakov. Zemský sněm ho následně 1. března 1867 zvolil i do Říšské rady (tehdy ještě volené nepřímo) za kurii velkostatkářskou v Haliči. Rezignoval roce 1869 v přestávce mezi IV. a V. zasedáním sněmovny. Do Říšské rady se vrátil v prvních přímých volbách roku 1873 za velkostatkářskou kurii v Haliči. Mandát zde obhájil i ve volbách roku 1879. Ve volbách roku 1885 byl do parlamentu zvolen za městskou kurii, obvod Krakov, ve volbách roku 1891 opět za velkostatkářskou kurii, stejně jako ve volbách roku 1897. V Říšské radě zasedal do své smrti roku 1899.
Na Říšské radě patřil do poslanecké frakce Polský klub. Měl blízko k poslaneckému kolegovi Stanisławovi Kluckému Za celé dlouhé období své poslanecké činnosti se nenaučil německy. Sám příliš často nevystupoval na plénu sněmovny, protože mu v tom bránila jazyková vada. Od roku 1890 zasedal ve správní radě Severní dráhy císaře Ferdinanda.
Od října 1898 se v Říšské radě objevují informace o jeho onemocnění. Na podzim 1898 se mu stala v budově parlamentu nešťastná událost. Při jedné ze sněmovních obstrukcí se totiž pro únahu odebral do místností jeho klubu, kde usnul. Když se probudil, byla noc. V místnosti byl zamčený v chladu a tmě. Následkem toho se u něj objevily nervové potíže. Byl potom poslán na léčení na jih. Zemřel 17. března 1899. Zesnul v Kongresovém Polsku (tedy v části polského území spadajícího do Ruské říše), kde byl na návštěvě svého bratra.